# Аль-Ушаїб
Аль-Ушаїб (англ. al-Ushayib, араб. تل اشيهب) — поселення в Сирії, що складає невеличку друзьку общину в нохії Ас-Сура-ас-Сахіра, яка входить до складу мінтаки Шагба в південній сирійській мухафазі Ас-Сувейда.